# Vuarmarens

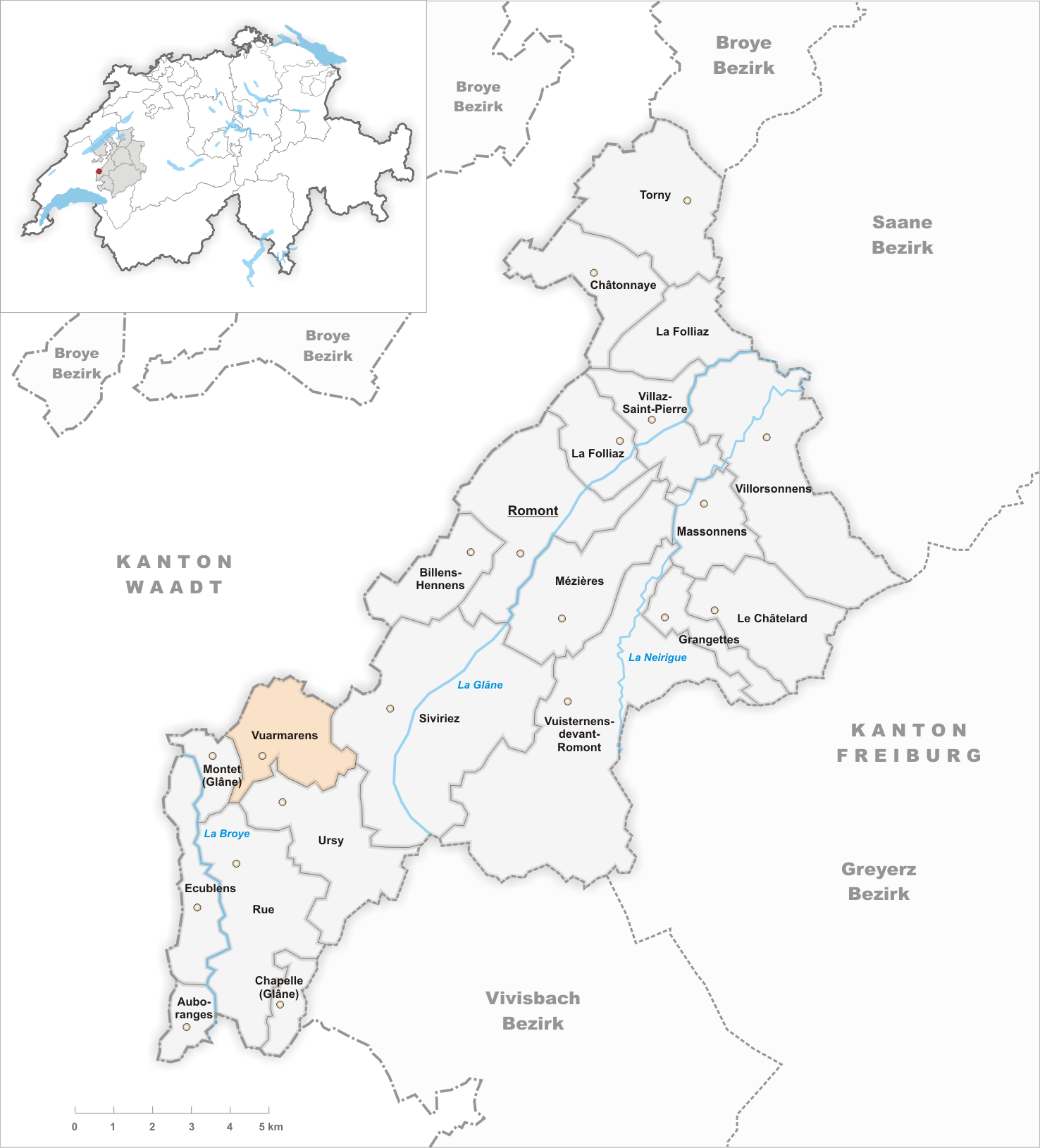
Gemeindestand vor der Fusion am 1. Januar 2012

Vuarmarens (Freiburger Patois Vouarmarinⓘ) war bis zum 31. Dezember 2011 eine politische Gemeinde im Distrikt Glâne des Kantons Freiburg in der Schweiz.
Am 1. Januar 2006 wurde die bis dahin selbständige Gemeinde Esmonts mit Vuarmarens zur Gemeinde Vuarmarens zusammengeschlossen. Auf den 1. Januar 2012 gab Vuarmarens seinerseits die Selbständigkeit auf und fusionierte mit der Gemeinde Ursy.

## Geographie
Vuarmarens liegt auf 685 m ü. M., neun Kilometer südwestlich des Bezirkshauptortes Romont und dreieinhalb Kilometer südöstlich von Moudon (Luftlinie). Das Dorf erstreckt sich auf einem Plateau südlich des Dorfbachs, östlich des oberen Broyetals, am Westfuss des Signal d'Esmonts, im südwestlichen Freiburger Mittelland.
Die Fläche des 6,0 km² grossen Gemeindegebiets umfasst einen Abschnitt des Molassehügellandes des Freiburger Mittellandes. Der zentrale Teil wird von der breiten Mulde des Dorfbachs eingenommen, die auf drei Seiten von Waldhöhen umgeben ist: im Nordwesten von En Ardra (784 m ü. M.), im Nordosten von Riombochat (834 m ü. M.) und im Osten vom Hochplateau des Contour (837 m ü. M.). Im Osten erstreckt sich der Gemeindeboden bis in das Quellgebiet des Ruisseau des Vaux und auf das Hochplateau von Esmonts, auf dem mit 853 m ü. M. der höchste Punkt von Vuarmarens erreicht wird. Nach Süden reicht das Gebiet in das Tälchen des Dorfbachs von Ursy. Von der Gemeindefläche entfielen 1997 6 % auf Siedlungen, 27 % auf Wald und Gehölze und 67 % auf Landwirtschaft.
Zu Vuarmarens gehören das Dorf Esmonts (828 m ü. M.) auf dem Hochplateau zwischen den Tälern von Broye und Glâne, der Weiler Morlens (725 m ü. M.) in der Mulde nordöstlich des Dorfes sowie einige Hofsiedlungen und Einzelhöfe.

## Bevölkerung
Mit 600 Einwohnern (Stand 31. Dezember 2011) gehörte Vuarmarens zu den kleineren Gemeinden des Kantons Freiburg. Von den Bewohnern sind 97,0 % französischsprachig, 2,0 % deutschsprachig und 0,6 % sprechen Portugiesisch (Stand 2000). Die Bevölkerungszahl von Vuarmarens belief sich 1850 auf 363 Einwohner, 1900 auf 433 Einwohner (jeweils inklusive Morlens und Esmonts). Im Lauf des 20. Jahrhunderts nahm sie durch starke Abwanderung bis 1980 auf 378 Personen ab. Seither wurde wieder ein deutliches Bevölkerungswachstum verzeichnet.
Die Bevölkerung der ehemaligen Gemeinde entwickelte sich wie folgt: (bis/mit 1990 nur Vuarmarens, 2000 inkl. Morlens, 2010/2011 inkl. Esmonts und Morlens) 
Einwohnerzahlen: Volkszählungsdaten

## Wirtschaft
Vuarmarens war bis in die zweite Hälfte des 20. Jahrhunderts ein vorwiegend durch die Landwirtschaft geprägtes Dorf. Noch heute haben die Milchwirtschaft, die Viehzucht und der Ackerbau einen wichtigen Stellenwert in der Erwerbsstruktur der Bevölkerung. Einige weitere Arbeitsplätze sind im lokalen Kleingewerbe und im Dienstleistungssektor vorhanden. In den letzten Jahrzehnten hat sich das Dorf dank seiner attraktiven Lage auch zu einer Wohngemeinde entwickelt. Viele Erwerbstätige sind deshalb Wegpendler, die hauptsächlich in den Regionen Moudon, Oron und Romont arbeiten.

## Verkehr
Die Gemeinde ist verkehrstechnisch recht gut erschlossen. Sie liegt an der Hauptstrasse von Moudon nach Romont. Durch die Buslinie der Freiburgischen Verkehrsbetriebe, die von Romont nach Moudon verkehrt, ist Vuarmarens an das Netz des öffentlichen Verkehrs angebunden.

## Geschichte
Die erste urkundliche Erwähnung des Ortes erfolgte im Jahr 996 unter dem Namen Villa Walmarengi. Später erschienen die Bezeichnungen Walmarens (1334), Warmarens (1578) und Varmarans (1668), während der heutige Name Vuarmarens 1403 erstmals überliefert ist. Der Ortsname ist vom germanischen Personennamen Walmar abgeleitet und bedeutet mit dem Suffix -ens so viel wie bei den Leuten des Walmar.
Das Gebiet von Vuarmarens gehörte im Hochmittelalter zum Besitztum der Abtei Saint-Maurice. Zusammen mit Montet (Glâne) bildete Vuarmarens seit dem Mittelalter die kleine Herrschaft Villardin (auch Montet-Villardens genannt), die seit dem 13. Jahrhundert verschiedenen Herren gehörte. Als die Berner 1536 das Waadtland eroberten, kam Vuarmarens unter die Herrschaft von Freiburg und wurde der Vogtei Rue zugeordnet. Nach dem Zusammenbruch des Ancien Régime (1798) gehörte das Dorf während der Helvetik und der darauf folgenden Zeit zum Bezirk Rue und wurde 1848 in den Bezirk Glâne eingegliedert. Vuarmarens besitzt keine eigene Kirche; es gehört zur Pfarrei Ursy-Morlens, die ursprünglich auf die Kirche von Morlens zurückgeht.
Mit Wirkung auf den 1. Januar 1991 wurde das bis dahin politisch selbständige Morlens nach Vuarmarens eingemeindet. Am 1. Januar 2006 wurde im Rahmen der vom Kanton Freiburg seit 2000 geförderten Gemeindefusionen auch das Dorf Esmonts mit Vuarmarens fusioniert.